# ديفيد غيليز
ديفيد غيليز هو سياسي كندي، ولد في 27 يونيو 1849، وتوفي في 12 أكتوبر 1926 في كارلتون بلاس في كندا. نشط حزبياً في حزب كيبيك الليبرالي. وقد انتخب عضو الجمعية الوطنية في كيبك ‏.